# 自由越南临时政府
自由越南臨時政府，是設於美國加州的越南共和国流亡政府，成立於1995年4月30日，因越南社会主义共和国政府不承认越南共和国流亡政府的存在，所以越南共和国流亡政府被越南政府称为自由越南临时政府。2005年1月2日至2013年1月11日由前南越總統阮慶擔任臨時總統。
自由越南臨時政府為一準軍事及政治反共組織，於1995年4月30日由越裔美國人阮黃民（Nguyễn Hoàng Dân）創立，總部設於美國加州橙縣的加登格羅夫及得克薩斯州的密蘇里城，其目的是以軍事或政治形式，去推翻越南社會主義共和國政府，並成立新的越南聯邦共和國（英語：Federal Republic of Vietnam）政府。它每年的合法财政收入大约为100万美元，大都来自于世界各地越南裔商人的捐助。

## 历史
1995年，阮有政當選自由越南政府总理，齡光園大将當選副总理，林元性海军少將當選外交部长，阮恪政（Nguyễn Khác Chính）當選情报部长，阮輝斗當選司法部长，阮山河（Nguyễn Sơn Hà）當選外事秘书，美国人埃德加·福希（Edgar Foshee）當選国际委员会主席，吴仲英（Ngô Trọng Anh）當選顾问委员会委员长。
但事实上，流亡海外的越南持不同政见者从未把自由越南政府看成自己的代表。而且，目前可以确认的自由越南政府秘密军事基地也只有越柬边境的“KC-702”。
一些越南持不同政见者甚至无法容忍自由越南政府的恐怖主义行径。由于财政困难，某些自由越南政府的成员也开始对自由越南政府产生怀疑和不信任。
1998年7月，自由越南政府加利福尼亚总部命令总理阮有政停止“不记名黄金储备债券”交易。之前，阮有政和其他一些自由越南政府成员经常未经允许向资助者非法出售黄金债券。而且，这些债券的真实性和投资信用也受到加利福尼亚商会会员戴尔·E·波恩纳（Dale E. Bonner）的怀疑。
1999年，美国证券交易委员会裁定自由越南政府参与非法交易。
同年，越南警方逮捕了38名嫌疑犯，他们涉嫌窝藏37公斤炸药，并打算在越南国庆节当天炸毁一尊胡志明雕像。这群人被怀疑是自由越南政府的成员。
2000年8月，自由越南政府宣称对越南駐英國大使館的纵火案负责。
2001年4月，自由越南政府宣称对越南駐柬埔寨大使馆的爆炸案负责。在这起案件中有一名保安受伤。
2001年9月，菲律宾警方逮捕了三名涉嫌制造越南駐菲律賓大使馆爆炸案的恐怖分子，他们被怀疑是自由越南政府的成员。
2001年10月，自由越南政府再次引起了世人的关注，因为其成员武德文（Võ Đức Văn）在美国约翰·韦恩机场（John Wayne Airport）被捕。武德文企图在越南駐泰國大使馆制造恐怖爆炸事件。
武德文的被捕导致了一系列连锁反应：越南政府向美国当局施压，要求美国取缔自由越南政府；联邦调查局开始调查阮有政及其恐怖组织；支持武德文的旅美越南人举行了大规模示威游行。不过，美国方面既没有对自由越南政府采取强硬姿态，也没有释放武德文。
2005年1月，越南共和国政府大会选出由前南越军政要员阮庆将军为自由越南国家元首。阮輝斗和阮恪政分别担任司法院院长和国会主席。
2013年1月11日，阮慶在美国加利福尼亚州的一家医院因糖尿病医治无效而逝世，享年86岁。